# Francesco Paciotto
Francesco Paciotto (* 1521 in Urbino; † ebenda 1591) war ein italienischer Renaissancearchitekt, der sich vor allem im Festungsbau einen Namen machte.
Paciotto schuf für den Herzog von Parma, Ottavio Farnese, im Jahr 1558 den Palazzo Farnese in Piacenza. In der Folge errichtete er die (nicht mehr vorhandene) Zitadelle von Antwerpen. Von 1564 bis 1568 leitete er den Bau der Zitadellen von Vercelli und Turin. Seine Tätigkeit für Philipp II. von Spanien umfasste die Kirche des Escorial und die Kirche der Unbeschuhten Karmelitinnen in Madrid. 1578 wurde Paciotto zum Grafen von Montefabbri ernannt.